# Debye–Hückel-elmélet

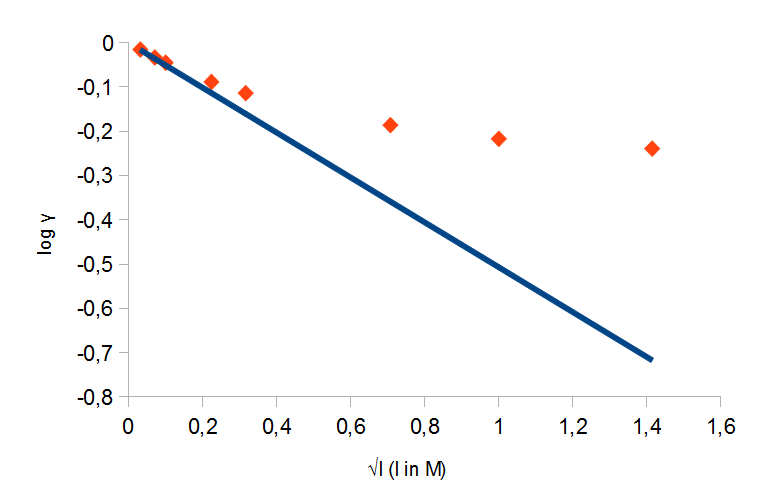
Kálium-klorid oldat ionerőssége. Kék: Debye–Hückel-törvény alapján számított. Piros: kísérleti eredmények

Ionos oldatokban az ideális oldatoktól való eltérő viselkedésért mindenekelőtt az elektrosztatikus kölcsönhatás felelős, amely döntően befolyásolja az ilyen oldatok fizikai-kémiai viselkedését. A Debye–Hückel-elmélet kiindulópontja is ezen megfigyelés, amelyet Peter Debye és Erich Hückel fogalmaztak meg 1923-ban.

## Határtörvény
Az oldat összességében elektromosan semleges, mégis ha megvizsgáljuk az egyes ionok mikrokörnyezetét, a mérések alapján – és a kísérletek is ezt igazolják – az ellentétes töltésű ionok feleslegben vannak. Azt lehet mondani, hogy időbeli átlagot nézve valamely kiválasztott ion környezetében több ellenion található. Az ilyen módon létrejött gömbszimmetrikus környezetet ionatmoszférának nevezik. Az ionatmoszféra a töltéssel együtt mozog. Az egyes ionokra jutó energiacsökkenés összességében az oldat szabadentalpiájának a megváltozását is okozza. Ennek alapján nagyon kis koncentrációknál érvényes a Debye–Hückel-féle határtörvény:
{\displaystyle lg(y_{+-})=-\mid z_{+}z_{-}\mid A{\sqrt {I}}}ahol I az oldat dimenzió nélküli szám, kifejtve {\textstyle {\frac {1}{2}}\sum _{z}z_{i}^{2}{\frac {b_{i}}{b^{o}}}}, melyben zi az i-dik ion töltése és bi a molalitása. Megfigyelhető, hogy az ionok töltése igen fontos ebben az összefüggésben, hiszen a négyzeten szerepel a kifejezésben. 

### Debye-távolság
A Coulomb-potenciál az  permittivitású közegben a kiszemelt zie töltésű iontól r távolságra az ionatmoszféra által létrehozott potenciál {\displaystyle \phi _{i}={\frac {Z_{i}}{r}}} és {\textstyle Z_{i}={\frac {z_{i}e}{4\pi \epsilon }}}. Az ionatmoszféra révén a potenciál a számításoktól eltérően kissé meredekebben csökken a távolsággal. Az ilyen típusú elektrosztatikai árnyékoló hatást úgy lehet korrigálni, hogy a Coulomb-potencált helyettesítjük:{\displaystyle \phi _{i}={\frac {Z_{i}}{r}}e^{-r/r_{D}}}melyben rD a Debye-távolság. Ha rD nagy, akkor az árnyékolt potenciál szinte azonosnak vehető az árnyékolás nélküli potenciállal. Ha ez kicsi, akkor értelemszerűen az árnyékolt potenciál sokkal kisebb. 

### Poisson-egyenlet
A töltéssűrűség és a potenciál között a Poisson-egyenlet teremt kapcsolatot, amely egyik kiindulási pontja lehet a Debye-távolság kiszámításához, vagyis hogyan változik az ionatmoszféra töltéssűrűsége az iontól mért távolsággal. Tételezzünk fel gömbszimmetrikus töltéseloszlást, ekkor a töltéssűrűség csak a távolságtól függ: 
{\displaystyle {\frac {1}{r^{2}}}{d \over dr}{\biggl (}r^{2}{d\phi _{i} \over dr}{\biggr )}={\frac {\rho _{i}}{\epsilon }}}. Az árnyékolt potenciálra vonatkozó egyenletet behelyettesítve {\displaystyle r_{D}^{2}={\frac {\epsilon \phi _{i}}{\rho _{i}}}}. Ha a Boltzmann-eloszlást alkalmazzuk annak eldöntésére, hogy az adott távolságban milyen valószínűséggel fordulnak elő ionok, akkor az ion energiájának meghatározásánál csak azt vesszük figyelembe, hogy az milyen messze van a központi iontól. Ekkor a központi ion potenciálja {\displaystyle E=z_{j}e\phi _{i}} lesz.